# Bad Blankenburg
Bad Blankenburg é uma cidade da Alemanha localizada no distrito de Saalfeld-Rudolstadt, estado da Turíngia.